# 窪田隼人
窪田 隼人（くぼた はやと、1924年9月5日 - 2002年）は、日本の法学者。専門は労働法。立命館大学名誉教授。

## 生涯
山口県生まれ。旧制山口高等学校を経て、京都帝国大学法学部卒、同大学院修了。
大阪市立大学講師、助教授、立命館大学法学部教授、1988年定年、名誉教授、京都学園大学法学部学部長・教授。1998年退職。労働法が専門。

## 著書
- 『就業規則入門』労働旬報社 労旬新書 1966
- 『職場の労働判例 [第1] 団体交渉編』労働旬報社 1970
- 『労働法実務大系 第10 職場規律と懲戒』総合労働研究所9 1970
- 『労働裁判/判例の理論と実務 追補』労働旬報社 1971
- 『配転・出向・一時帰休』労働教育センター 職場の判例労働法 1978

### 共編著
- 『私法学論集 民商法雑誌創刊二十五周年記念 改訂版』編 有斐閣 1960
- 『労働法演習』片岡曻,本多淳亮共著 有信堂 1961
- 『労働法の基礎知識 質問と解答』本多淳亮., 片岡曻共著 有斐閣双書 1965
- 『学習法学小辞典』天野和夫,乾昭三共編 日本評論社 1967
- 『現代の労働災害と職業病』坂寄俊雄,細川汀共著 労働旬報社 1967
- 『労働裁判 一判例の理論と実務』橋本敦共著 労働旬報社 1968
- 『社会保障法入門』角田豊,佐藤進共編 法律文化社 1972
- 『現代の企業災害 公害と労働災害』乾昭三,田村悦一共編 有斐閣 法学基礎セミナー 1973
- 『労働法の基礎』片岡昇, 本多淳亮共編 青林書院新社 基礎法律学大系 入門編 1975
- 『社会保障と人権』坂寄俊雄共編著 同文館出版 現代社会と人権 1978
- 『現代労働法入門』横井芳弘共編 法律文化社 現代法双書 1979
- 『労働法』荒木誠之共編 同文館出版 基本判例双書 1980
- 『現代社会保障法入門』佐藤進共編 法律文化社 現代法双書 1986
- 『新現代社会保障法入門』佐藤進,河野正輝共編 法律文化社 現代法双書 2000

### 記念論文集
- 『労働災害補償法論 窪田隼人教授還暦記念論文集』法律文化社 1985

## 論文
- <窪田隼人